# Strmec (żupania krapińsko-zagorska)
Strmec – wieś w Chorwacji, w żupanii krapińsko-zagorskiej, w gminie Veliko Trgovišće. W 2011 roku liczyła 167 mieszkańców.